# Capitolio de Hawái
El Capitolio del Estado de Hawái es la sede del gobierno de Hawái en los Estados Unidos. Desde sus cámaras, el poder ejecutivo y el legislativo administran sus funciones en el gobierno del estado. La Legislatura del Estado de Hawái, elegida por los miembros del Senado del Estado de Hawái es encabezada por el Presidente del Senado y los cincuenta y un miembros de la Cámara de Representantes, encabezados por el presidente de la Cámara, se reúnen en el edificio. Sus inquilinos principales son el Gobernador de Hawái y el Teniente Gobernador de Hawái, así como todas las oficinas legislativas.
Situado en el centro de Honolulu, el capitolio de Hawái fue encargado y dedicado por John A. Burns, segundo gobernador de Hawái. Se inauguró el 15 de marzo de 1969, reemplazando la legislatura del estado anterior, Palacio 'Iolani.

## Arquitectura

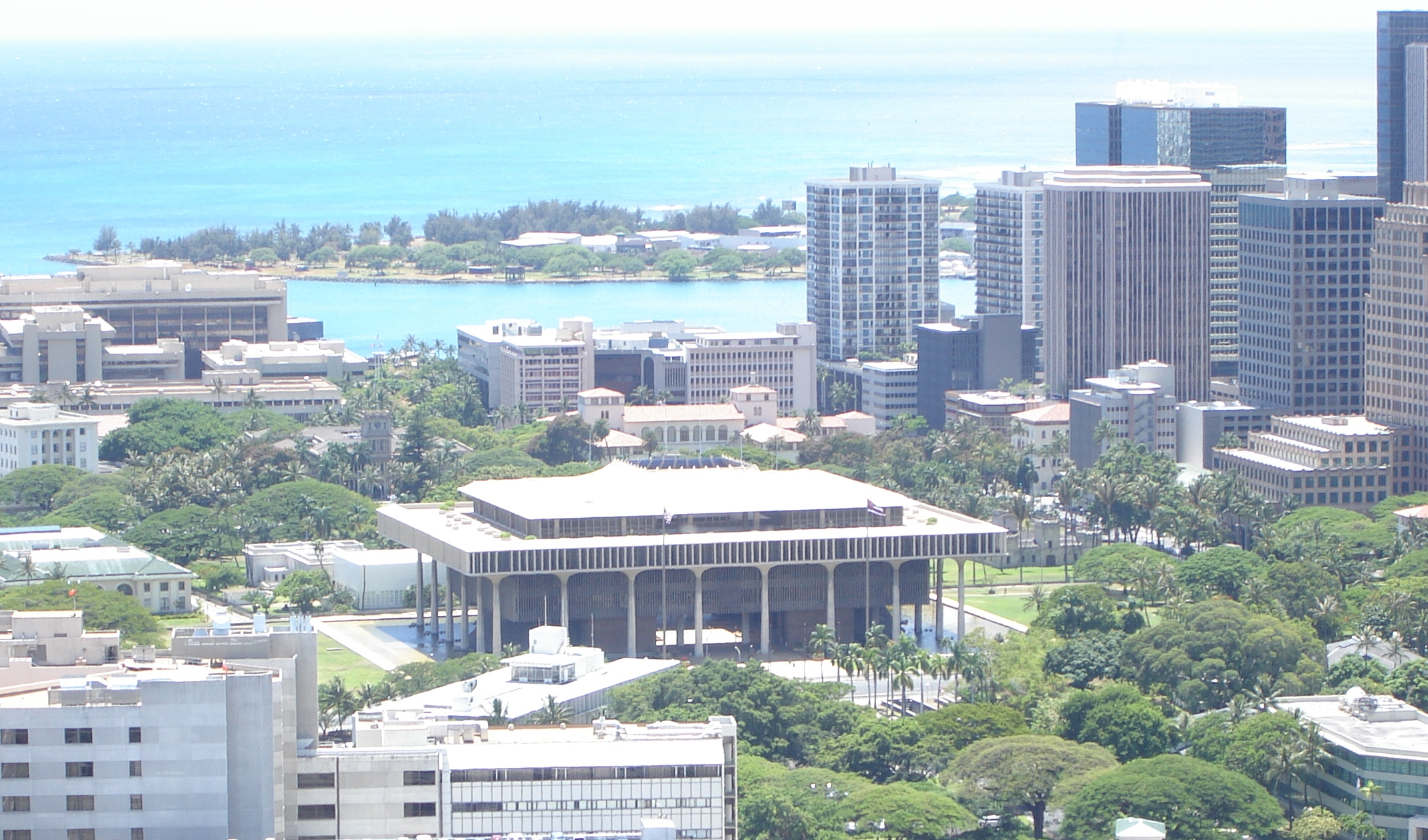
Vista aérea.

El Capitolio del Estado de Hawái es una adaptación americana del estilo Bauhaus llamada arquitectura internacional de Hawái. Fue diseñado por una asociación entre las empresas de Correa, limón y Lo y John Carl Warnecke y Asociados. A diferencia de otros capitolios estatales siguiendo el modelo del Capitolio de los Estados Unidos, distintos elementos arquitectónicos del Capitolio del Estado de Hawái simbolizan diferentes aspectos naturales de Hawái. Entre ellos:
- El edificio está rodeado por un espejo de agua, que simboliza el Océano Pacífico.
- Las dos cámaras legislativas en forma de cono, que simboliza los volcanes que forman las islas de Hawái.
- Las columnas en todo el perímetro del edificio tienen formas parecidas árboles de coco. Hay ocho en cada lado del edificio, en representación de las ocho islas principales de Hawái.
- El Capitolio está construido en un diseño al aire libre, permitiendo que el sol, el viento y la lluvia puedan entrar.